# Dynoides dentisinus
Dynoides dentisinus là một loài chân đều trong họ Sphaeromatidae. Loài này được Shen miêu tả khoa học năm 1929.